# Onuphis aucklandensis
Onuphis aucklandensis är en ringmaskart som beskrevs av Augener 1924. Onuphis aucklandensis ingår i släktet Onuphis och familjen Onuphidae.
Artens utbredningsområde är havet kring Nya Zeeland. Inga underarter finns listade i Catalogue of Life.